# Felix Stumpe
Felix Stumpe (* 7. Januar 2002) ist ein deutscher Fußballspieler.

## Sportlicher Werdegang
Nach seinen Anfängen in der Jugend des VfL Salder wechselte er im Sommer 2012 in die Jugendabteilung von Eintracht Braunschweig. Nachdem er dort seinen ersten Profivertrag unterschrieben hatte, wurde er zur Saison 2021/22 in den Drittligakader aufgenommen und kam dort auch zu seinem ersten Einsatz im Profibereich, als er am 28. August 2021, dem 6. Spieltag, beim 1:1-Heimunentschieden gegen den TSV 1860 München in der 90. Spielminute für Niko Kijewski eingewechselt wurde. Im Januar 2022 wechselte er in die Regionalliga Nordost zum VfB Germania Halberstadt. Nach Vertragsende im Sommer war er zunächst vereinslos.
Im Februar 2023 schloss sich Stumpe dem Bezirksligisten FC Germania Bleckenstedt an. Mit dem Klub stieg er im Sommer des Jahres in die sechstklassige Landesliga Braunschweig auf.